# Erythrogloeum hymenaeae
Erythrogloeum hymenaeae är en svampart som beskrevs av Gonz. Frag. & Cif. ex Petr. 1953. Erythrogloeum hymenaeae ingår i släktet Erythrogloeum, divisionen sporsäcksvampar och riket svampar.   Inga underarter finns listade i Catalogue of Life.